# حران نقل الصفيحات
حِران نقل الصفيحات (بالإنجليزية: Platelet transfusion refractoriness)‏ هو الفشل في الحصول على المستوى المطلوب من الصفيحات الدموية في مريض بعد نقل الصفيحات.

## الأسباب
قد يعتمد سبب الحِران على أسباب مناعية وغير مناعية. يعد وجود أجسام مضادة ضد مستضدات الكريات البيضاء البشرية من أبرز الأسباب المناعية الأساسية المتعلقة بالحران. أما تضخم الطحال والحمى والمعالجة بعلاج كيميائي خلال فترة قريبة من النقل من أبرز الأسباب غير المناعية.

### أسباب غير مناعية
أسباب متعلقة بالمريض:
- الإنتان.
- الحمى.
- التخثر المنتشر داخل الأوعية.
- تضخم الطحال.
- أدوية علاج الإنتان، كالمضادات الحيوية (فانكومايسين) ومضادات الفطريات (أمفوتريسين ب).
- مرض الطعم إزاء المضيف.
- الداء الانسدادي الوريدي الكبدي.
- النزيف.
- أسباب متعلقة بمركبات الصفيحات الدموية المنقولة:
- عمر الصفيحات الدموية المنقولة.
- عدم تطابق الزمر الدموية ABO بين الصفيحات المنقولة والمتلقي.
- عدد الصفيحات الدموية ضمن المركب المنقول في حال استخدام مقدار زيادة الصفيحات الدموية لحساب حران الصفيحات الدموية.
- مركبات الصفيحات الدموية المعالجة ضد العوامل الممرضة.